# ...To Be Loved: The Best of Papa Roach
... To Be Loved: The Best of Papa Roach es el primer álbum recopilatorio de la banda de rock californiana Papa Roach y fue lanzado el 29 de junio de 2010. Fue su último álbum con Geffen Records, antes de continuar con el sello Eleven Seven Music. El álbum omite uno de los más importantes sencillos de la banda, Between Angels and Insects, que alcanzó el top 20 en el Reino Unido.

## Lista de canciones
| N.º | Título                                                    | Duración |  |
| 1.  | «Broken Home» (Infest)                                    | 3:41     |  |
| 2.  | «Last Resort» (Infest)                                    | 3:20     |  |
| 3.  | «Time and Time Again» (Lovehatetragedy)                   | 2:58     |  |
| 4.  | «She Loves Me Not» (Lovehatetragedy)                      | 3:31     |  |
| 5.  | «Scars» (Getting Away With Murder)                        | 3:28     |  |
| 6.  | «Getting Away With Murder»                                | 3:10     |  |
| 7.  | «Just Go (Never Look Back)» (No editada previamente)      | 2:56     |  |
| 8.  | «...To Be Loved» (The Paramour Sessions)                  | 3:01     |  |
| 9.  | «Reckless» (The Paramour Sessions)                        | 3:33     |  |
| 10. | «Had Enough (Acoustic)» (Naked and Fearless: Acoustic EP) | 4:14     |  |
| 11. | «Forever» (Live Session)                                  | 3:38     |  |
| 12. | «Hollywood Whore» (Metamorphosis)                         | 3:55     |  |
| 13. | «Lifeline» (Metamorphosis)                                | 4:28     |  |
| 14. | «Scars (Acoustic)» (Scars)                                | 3:10     |  |

## Best Buy DVD
| N.º | Título                               | Duración |  |
| 1.  | «Last Resort»                        |          |  |
| 2.  | «Broken Home»                        |          |  |
| 3.  | «Dead Cell»                          |          |  |
| 4.  | «Between Angels and Insects»         |          |  |
| 5.  | «She Loves Me Not»                   |          |  |
| 6.  | «Time and Time Again»                |          |  |
| 7.  | «Getting Away with Murder»           |          |  |
| 8.  | «Scars»                              |          |  |
| 9.  | «...To Be Loved»                     |          |  |
| 10. | «Forever»                            |          |  |
| 11. | «What Do You Do?»                    |          |  |
| 12. | «Hollywood Whore»                    |          |  |
| 13. | «I Almost Told You That I Loved You» |          |  |
| 14. | «Lifeline»                           |          |  |

Bonus Videos

| N.º | Título                               | Duración |  |
| 1.  | «Time and Time Again» (Versión Alt.) |          |  |
| 2.  | «Scars» (Versión Alt.)               |          |  |
| 3.  | «Forever» (Versión Alt.)             |          |  |

Making of the Video

| N.º | Título                               | Duración |  |
| 1.  | «Hollywood Whore»                    |          |  |
| 2.  | «I Almost Told You That I Loved You» |          |  |
| 3.  | «Lifeline»                           |          |  |

## Import DVD
| N.º | Título                               | Duración |  |
| 1.  | «Last Resort»                        |          |  |
| 2.  | «Broken Home»                        |          |  |
| 3.  | «Dead Cell» (Live Mix)               |          |  |
| 4.  | «Between Angels and Insects»         |          |  |
| 5.  | «She Loves Me Not»                   |          |  |
| 6.  | «Time and Time Again»                |          |  |
| 7.  | «Getting Away with Murder»           |          |  |
| 8.  | «Scars» (Versión 2)                  |          |  |
| 9.  | «...To Be Loved»                     |          |  |
| 10. | «Forever» (Versión 2)                |          |  |
| 11. | «What Do You Do?» (Video web)        |          |  |
| 12. | «Reckless» (Video web)               |          |  |
| 13. | «Hollywood Whore»                    |          |  |
| 14. | «I Almost Told You That I Loved You» |          |  |
| 15. | «Lifeline»                           |          |  |

Bonus Videos

| N.º | Título                                                                                        | Duración |  |
| 1.  | «Infest to Metamorphosis» (Entrevista con la banda sobre los últimos diez años de grabación.) |          |  |

## Personal
- Jacoby Shaddix - cantante
- Jerry Horton - guitarra principal, coros
- Tobin Esperance - bajo, guitarra, coros
- Dave Buckner - batería, percusión
- Tony Palermo - batería, percusión en las pistas 10, 12, y 13

- Datos: Q197518